# Don Fleming (musicista)
Don Fleming (Valdosta, 25 settembre 1957) è un musicista e produttore discografico statunitense.

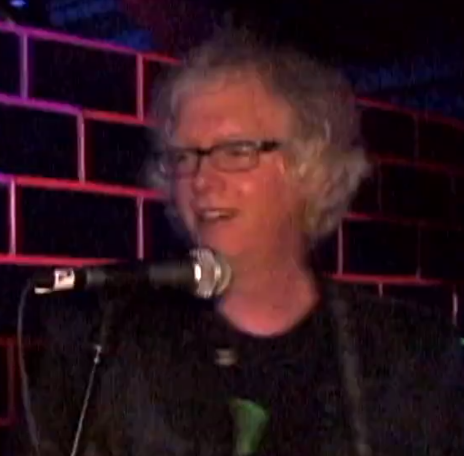
Don Fleming nel 2009

Durante la sua carriera è stato il frontman di diverse band quali Velvet Monkeys, B.A.L.L. e Gumball.
Come produttore ha invece lavorato per Hole, Sonic Youth e Alice Cooper.

## Discografia parziale come produttore
- Sonic Youth – Goo (1990)
- Hole – Pretty on the Inside (1991)
- Teenage Fanclub – Bandwagonesque (1991)
- Screaming Trees – Sweet Oblivion (1992)
- Alice Cooper – The Last Temptation (1994)
- Sonic Youth – A Thousand Leaves (1998)
- Sonic Youth – Sonic Nurse (2004)
- Sonic Youth – Rather Ripped (2006)